# Elefant (cacciacarri)
Il Panzerjäger Tiger (P) Elefant, il cui numero di identificazione dell'esercito (Heer) era Sd.Kfz. 184, era un cacciacarri pesante della Wehrmacht utilizzato durante la seconda guerra mondiale. Furono originariamente denominati Ferdinand in onore del loro progettista Ferdinand Porsche e in seguito ribattezzati Elefant.

## Storia

### Sviluppo del Ferdinand

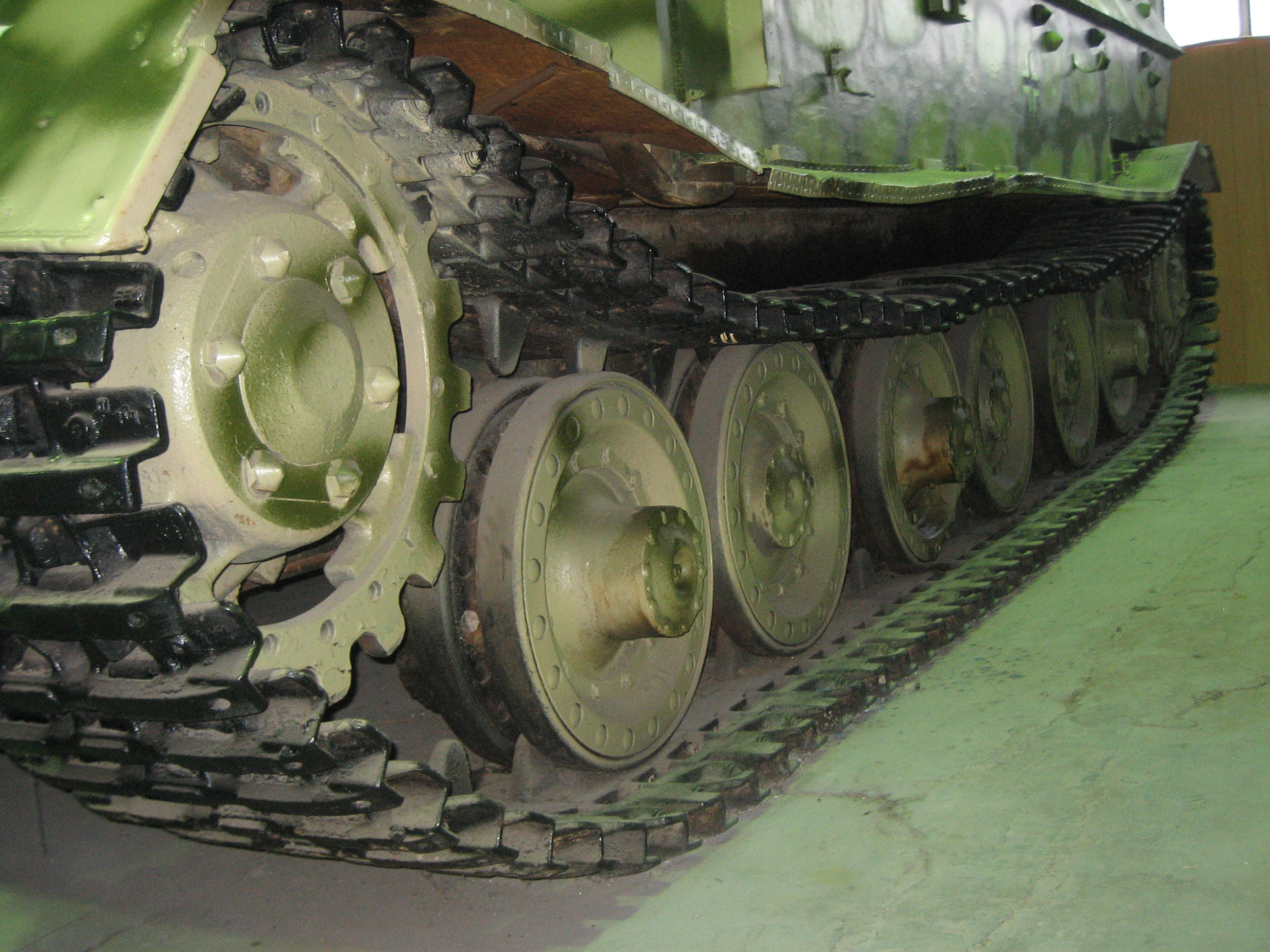
Primo piano del treno di rotolamento del Ferdinand

Il progetto di un nuovo cacciacarri pesante venne in mente a Ferdinand Porsche dopo che il suo prototipo del carro armato Panzer VI Tiger (P) venne scartato in favore di quello della Henschel.
Il progetto Porsche era caratterizzato da un treno di rotolamento costituito da tre coppie di ruote collegate a una singola barra di torsione (conseguentemente, su ogni lato erano presenti sei ruote e tre sospensioni) e da due motori centrali raffreddati ad aria da 372,8 kW (complessivi), sempre progettati da Porsche, che fungevano da gruppo elettrogeno per due motori elettrici azionanti le ruote motrici, sistemate sia anteriormente che posteriormente. La torretta era la stessa che sarebbe poi stata utilizzata nel progetto Henschel. Dietro assicurazione di Hitler, che emanò informalmente la commessa in favore della Porsche ancor prima del giudizio di tecnici, la fabbrica tedesca aveva deciso di far produrre dalla Nibelungenwerk di Sankt Valentin, in Austria, 101 scafi. Il progetto, però, venne alla fine scartato, a causa della complessità del cambio e per problemi di rottura delle sospensioni, che erano state appaltate dalla Porsche a una ditta esterna che non riuscì a soddisfare i requisiti richiesti.

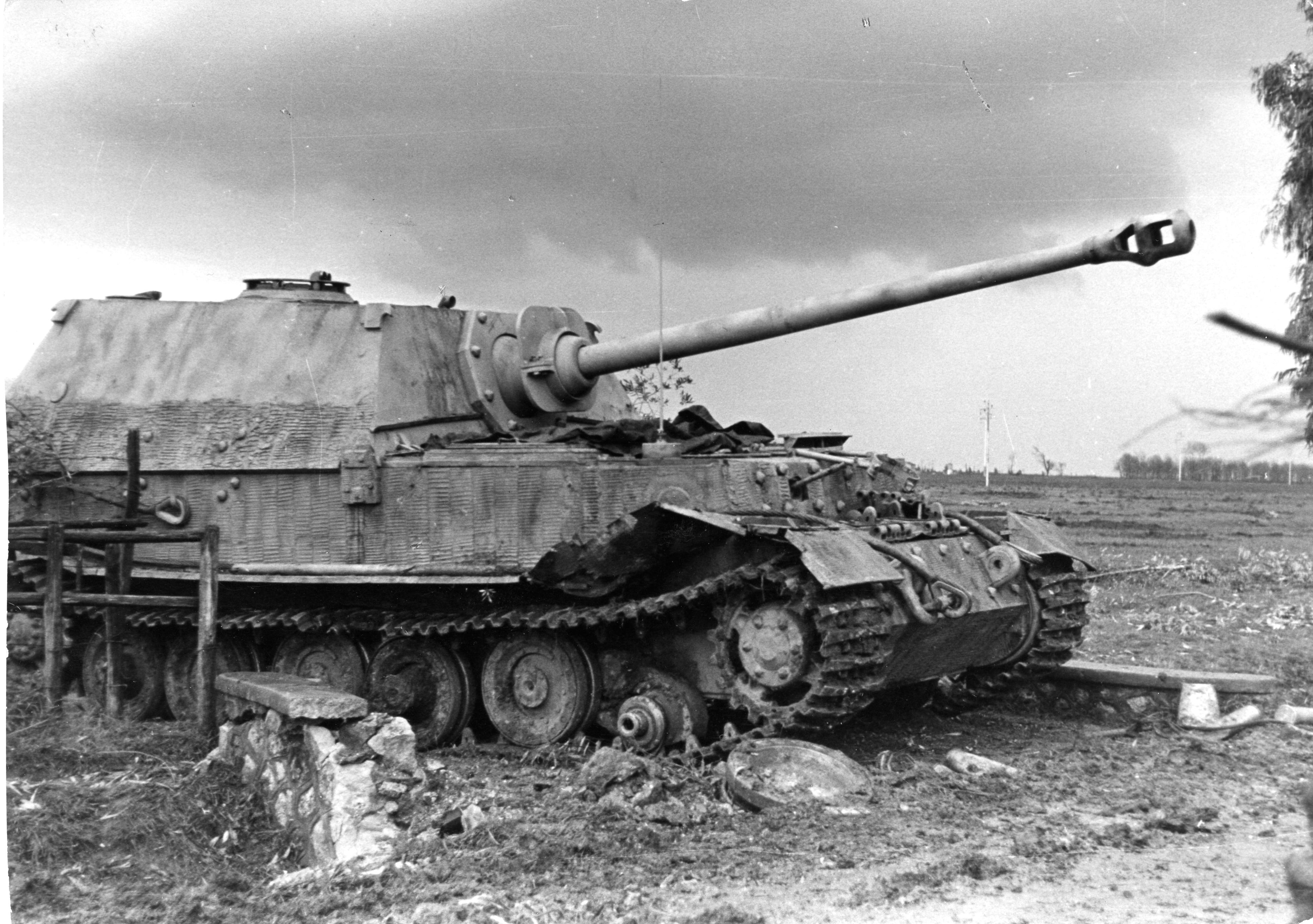
Un Elefant fotografato in Italia nel 1944

La necessità percepita di produrre rapidamente un certo numero di cacciacarri pesanti in grado di montare il cannone da 88/71 da contrapporre ai sempre più numerosi sovietici T-34 e KV-1 portò tuttavia a riesumare il progetto Porsche. Il 22 settembre 1942 iniziarono gli studi e il 30 novembre venne completata una prima bozza. Il 19 marzo 1943 il primo prototipo venne presentato a Hitler a Darłowo che si dimostrò entusiasta, ed ordinò la messa in produzione del nuovo mezzo.
La Nibelungenwerk iniziò quindi a convertire i telai già costruiti: la torretta fu sostituita da una struttura tipo casamatta squadrata (prodotta dalla Alkett e pesante 15.000 kg) il cui centro di massa era concentrato nella parte posteriore del telaio per fare spazio ai due motori, e al suo interno trovavano posto il pezzo principale, le riserve di munizioni e quattro dei sei uomini di equipaggio (il pilota e l'addetto alle comunicazioni si trovavano davanti ai motori; sul retro di questa struttura era collocato un piccolo portello attraverso il quale era possibile rifornire rapidamente il carro; le ruote vennero private dell'anello gommato per semplificarne la costruzione, e i cingoli vennero sostituiti con altri di disegno differente; sulla già generosa corazza frontale venne imbullonata un'ulteriore protezione che portò lo spessore totale a 200 mm. Come armamento, venne adottato il KwK 43/2 L/71 da 8,8 cm; i due motori raffreddati ad aria Porsche furono sostituiti da altrettanti Maybach HL 120 TRM da 238,6 kW ciascuno montati nella sezione centrale dello scafo. In totale, il lavoro di conversione riguardò 91 scafi, completati tra il marzo e il maggio 1943. Questi veicoli vennero battezzati Panzerjäger Tiger (P) Ferdinand, in onore del loro creatore.

### Primi impieghi operativi

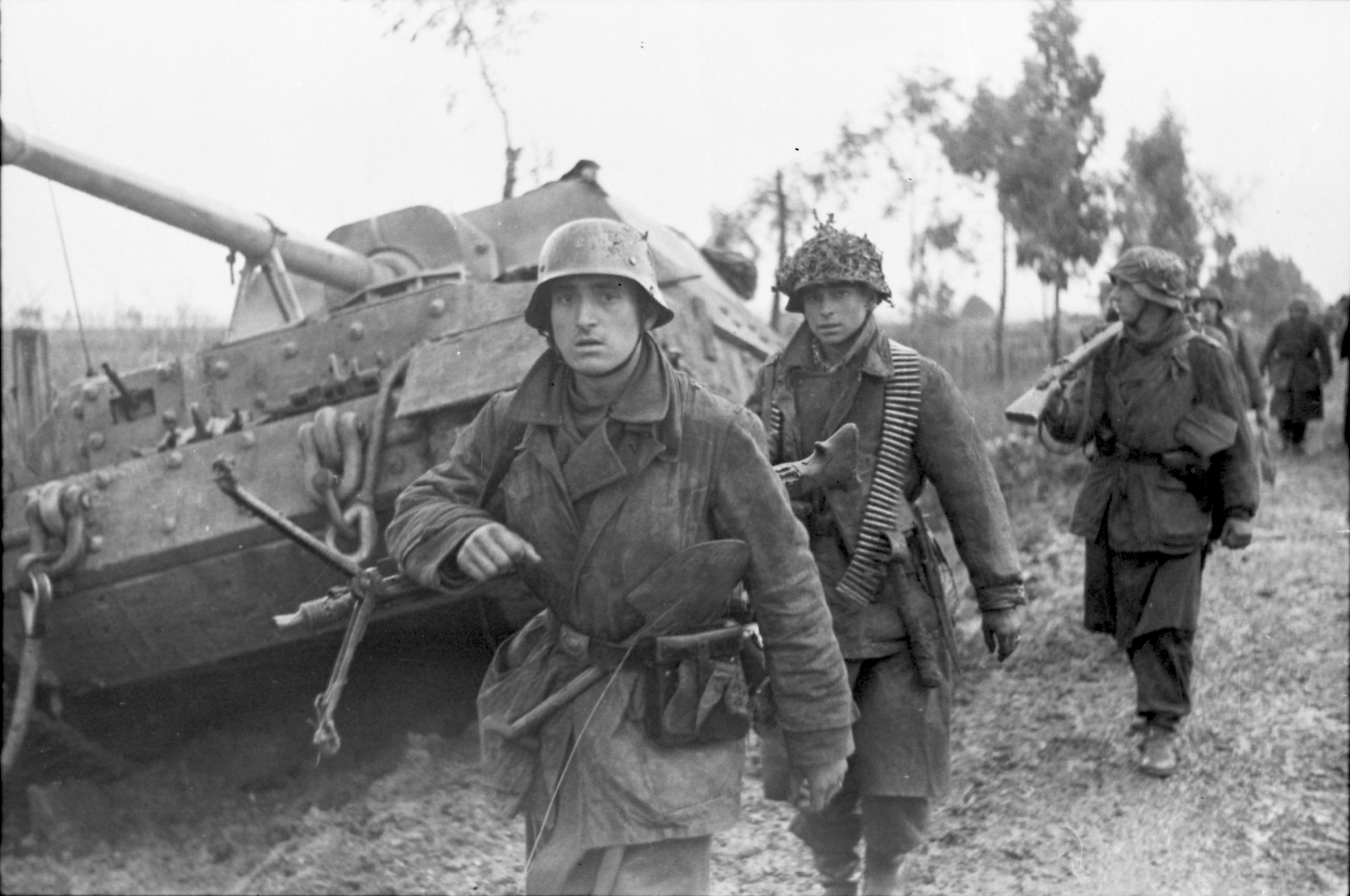
Nettuno, marzo 1944: soldati tedeschi passano davanti ad un Elefant (notare l'MG 34 sul frontale dello scafo) pronto per essere rimorchiato, probabilmente in seguito ad un guasto meccanico

Tutti i carri modificati tranne due uscirono dalla fabbrica l'8 maggio 1943 e vennero inviati sul fronte orientale cinque giorni dopo per essere assegnati agli schwere Panzerjäger-Abteilung (battaglione cacciacarri pesante) 653 (che ne ricevette 45) e 654 (che ne ricevette 44). Qui presero parte alla battaglia di Kursk, iniziata il 5 luglio 1943. I Ferdinand vennero dispiegati a livello di plotone, talvolta suddivisi in compagnie, con gli altri carri armati e la fanteria a proteggere i fianchi più vulnerabili.

L'impiego operativo lo delineò come arma controversa. Innanzitutto, gli estesissimi campi minati sovietici ne immobilizzarono molti nei primissimi giorni della battaglia. Per esempio, il 5 luglio il 653º Battaglione cacciacarri pesante vide 37 dei suoi 44 veicoli immobilizzati. In secondo luogo, gli inconvenienti tecnici erano molto frequenti, ma la quantità di pezzi di ricambio e di meccanici era inadeguata alle rotture. Un Ferdinand immobilizzato era di scarsa utilità, perché, privo di torretta, poteva ingaggiare i carri nemici solo su un limitato arco frontale (14° a destra o sinistra). I carri isolati o immobilizzati, poi, risultavano particolarmente vulnerabili alla fanteria, che poteva avvicinarsi (il Ferdinand non aveva mitragliatrici per l'autodifesa) e collocare mine magnetiche nelle parti più vulnerabili del carro. Inoltre, i motori elettrici tendevano a surriscaldarsi e a prendere fuoco.
La mancanza di un'adeguata protezione dalla fanteria fu responsabile di dure perdite totali sino a fine luglio, ma influì ancora più decisamente nel causare ritardi. Infatti se questi veicoli venivano, come spesso capitava, separati dalle truppe amiche, erano costretti ogni volta a ritornare sulle proprie posizioni non essendo in grado di difendersi autonomamente con efficacia.
D'altro canto si rivelava un'arma micidiale e un veicolo pressoché invulnerabile se tenuto dietro le linee in modo da esporre ai colpi nemici solo la corazza frontale. I rapporti di uno solo dei due battaglioni (il 654°) reclamano come vittime dell'unità 320 carri nemici nel corso di tutto il mese di luglio in cambio di 13 perdite totali di Ferdinand. Ipotizzando una tendenziale sovrastima delle vittime del 30% abbiamo un probabile numero di vittime effettive quasi pari a 250.

### Nasce l'Elefant

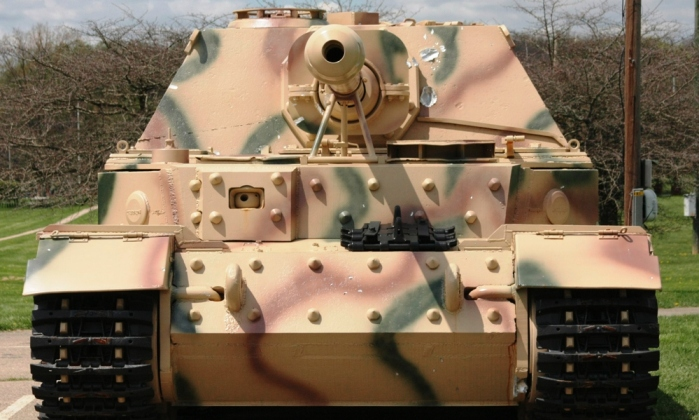
Vista frontale del semovente

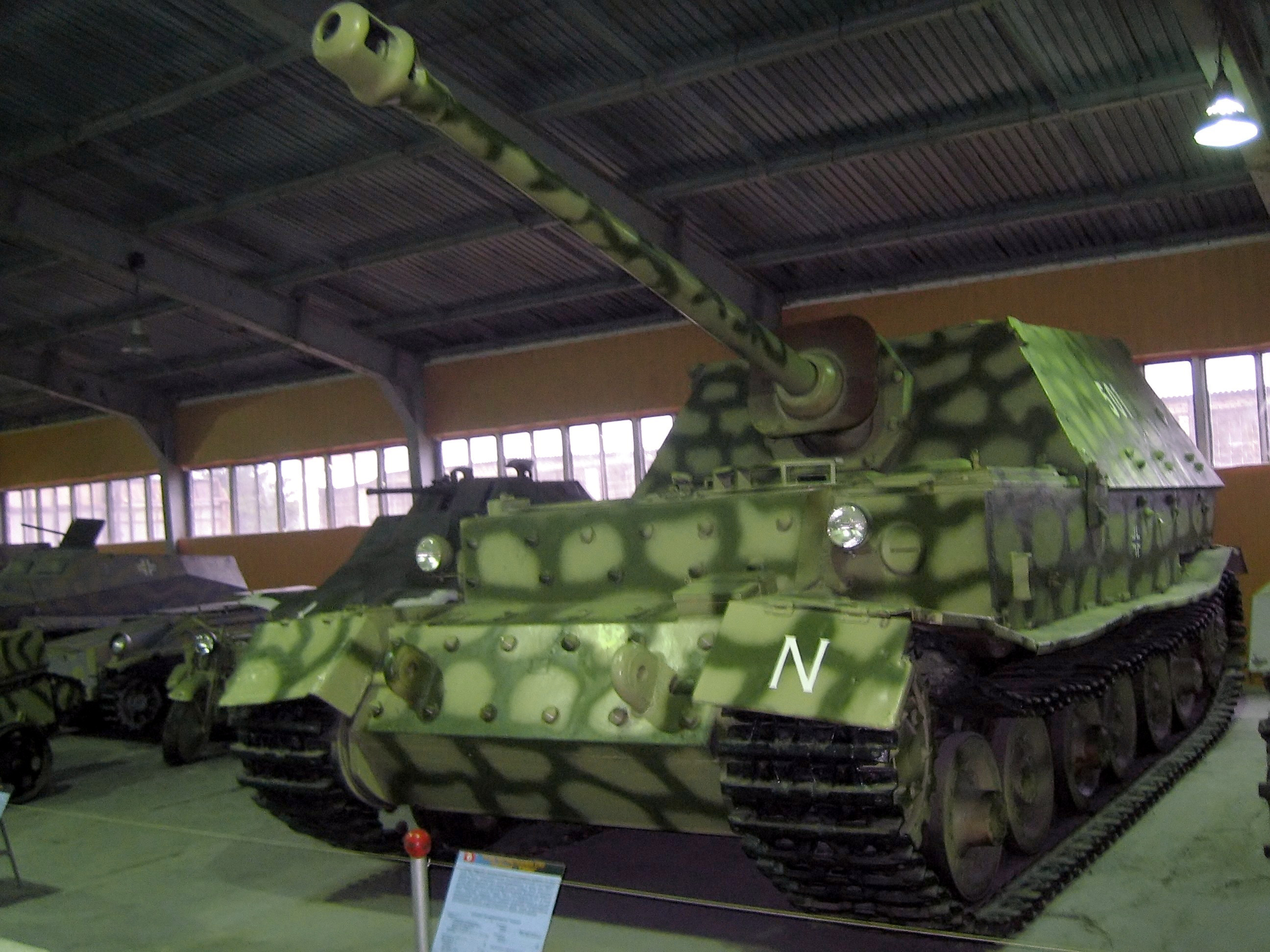
Il Ferdinand esposto al museo dei mezzi corazzati di Kubinka. La "N" nel parafango sinistro era il simbolo distintivo del 654º battaglione cacciacarri pesante, mutuata dal cognome del suo comandante, il maggiore Noak.

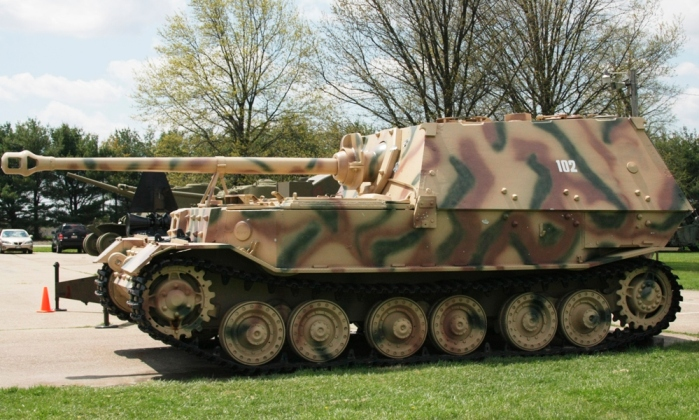
L'Elefant esposto all'US Army Ordnance Museum di Aberdeen. Questo veicolo, abbandonato per un guasto meccanico nei pressi di Nettuno e il cui numero 102 corrispondeva al secondo carro del comando di compagnia, appartenne al capitano Helmut Ulbricht che fece dipingere una "U" nell'angolo superiore destro del retro della casamatta.

Il giudizio dei comandanti tedeschi che avevano combattuto a Kursk fu, alla fine, positivo (non senza critiche) e propositivo. Dopo aver combattuto fino all'autunno del 1943 i 42 Ferdinand superstiti, più quattro carcasse distrutte e due convertiti in Bergetiger P (carri da recupero), oltre a un superstite dei tre Bergetiger P convertiti dai cinque Tiger P tenuti per test, e i due Ferdinand originali tenuti in Austria (per un totale di 48 Ferdinand e 3 Bergetiger) furono richiamati in fabbrica nel dicembre del 1943 per modifiche. Fu introdotta una MG 34 sullo scafo, si modificò lo scudo dello stesso e la cassetta degli attrezzi fu spostata dal parafango destro a sopra la marmitta. Inoltre fu adottata una cupola del capocarro con otto iposcopi simile a quella dello Sturmgeschütz III per migliorare la visibilità. Furono risolti i problemi di surriscaldamento dei motori elettrici che divennero piuttosto affidabili, e lo scafo fu ricoperto di Zimmerit per evitare le mine magnetiche. Le modifiche, terminate nel marzo 1944, interessarono 48 dei 51 carri. I mezzi già trasformati in carri recupero non vennero sostanzialmente modificati.
Il carro modificato vide il suo peso accresciuto dalle circa 65 t originarie a circa 70 t e venne ribattezzato ufficialmente Elefant il 1º maggio 1944.

### Il secondo impiego
Gli Elefant furono impiegati nuovamente sul fronte orientale e su quello italiano (dove arrivarono alla fine del febbraio 1944) sempre in dotazione al 653º e 654º Battaglione cacciacarri pesante. In Italia parteciparono alle operazioni per contrastare la testa di ponte alleata dopo lo sbarco di Anzio, e solo tre di essi fecero ritorno all'unità madre in estate.

In autunno i veicoli rimasti furono inquadrati nella nuova 614ª Compagnia cacciacarri pesante e 13 - 14 esemplari furono anche impiegati sul fronte occidentale nell'offensiva delle Ardenne.
Gli ultimi quattro superstiti parteciparono alla battaglia di Berlino nei pressi di Zossen. Debitamente utilizzati, si rivelarono micidiali mezzi difensivi, soprattutto in riguardo alla statica difesa delle teste di ponte. Il cannone KwK 43 era in grado di perforare persino la corazzatura dei carri JS-2 da lunghissima distanza, in particolare quando utilizzava i nuovi proiettili con nucleo di tungsteno (raramente disponibili a causa della scarsità di tale metallo nel Reich).

## Esemplari superstiti
Sono attualmente conservati due esemplari del semovente:
- Esemplare 150072 (Ferdinand) - Museo dei mezzi corazzati, Kubinka (Russia)
- Esemplare 150040 (Elefant) - U.S. Army Ordnance Museum, Fort Lee (Stati Uniti)